# Paralastor despectus
Paralastor despectus är en stekelart som beskrevs av Perkins 1914. Paralastor despectus ingår i släktet Paralastor och familjen Eumenidae. Inga underarter finns listade i Catalogue of Life.